# الجيش الأول (تركيا)
الجيش الأول في الجمهورية التركية (بالتركية:Birinci Ordu) وهو الأول من بين أربع جيوش في القوات البرية التركية، تم تأسيس الجيش في أكتوبر سنة 1922م. يقع مقر الجيش في الثكنة السليمية في إسطنبول. ويُعدّ الجيش الأول حارس الحدود مع بلغاريا واليونان، ويتمركز الجيش في كامل تراقيا الشرقية بالإضافة إلى مضيقي البوسفور والدردنيل.
يتألف الجيش الميداني الأول التركي من 120,000 مجند ومقاتل.

## القادة
- الجنرال علي إحسان سابيس | 9 أكتوبر 1921 - 19 يونيو 1922.
- الجنرال نور الدين باشا | 29 يونيو 1922 - 15 أغسطس 1923.
- الجنرال كاظم قرة بكر | 21 أكتوبر 1923 - 26 أكتوبر 1924.
- الجنرال علي سيات | 26 أكتوبر 1924 - 21 نوفمبر 1933.